# Pardosa gothicana
Pardosa gothicana este o specie de păianjeni din genul Pardosa, familia Lycosidae, descrisă de Lowrie și Dondale, 1981. Conform Catalogue of Life specia Pardosa gothicana nu are subspecii cunoscute.